# Palearctisch gebied

Het Palearctisch gebied

Het Palearctisch gebied of Palearctis is in de biogeografie de aaneengesloten landmassa, met de dicht bij de kust liggende eilanden, die grofweg geheel Europa, Noord-Afrika, het Midden-Oosten en Noord-, Centraal- en Oost-Azië omvat. Het strekt zich uit van west naar oost van Groot-Brittannië en Noord-Afrika tot aan Japan, en van noord naar zuid van Siberië en Scandinavië tot ongeveer de Sahara en de Himalaya. Het is een van de ecozones zoals die door het WWF gehanteerd worden.
In het zuidwesten horen het zuidelijke deel van het Arabisch Schiereiland en het zuiden van Iran echter niet bij het Palearctisch, maar bij het Afrotropisch gebied. Afrika ten noorden van de Sahara hoort echter wel bij het Palearctisch gebied. De Sahara is de overgangszone tussen het Palearctisch gebied en het Afrotropisch gebied. In het zuidoosten vormen Zuid- en Zuidoost-Azië het Oriëntaals gebied, dat van het Palearctisch gebied wordt gescheiden door de Himalaya. Samen met het Nearctisch gebied vormt het Palearctisch gebied het Holarctisch gebied.
Het gebied wordt vaak aangeduid om het verspreidingsgebied van diersoorten mee aan te geven. Omdat er geen onoverbrugbare barrières in het gebied liggen, komen veel diersoorten overal in het Palearctische gebied voor. Uiteraard moeten er voor die soorten wel de goede klimatologische omstandigheden zijn en moet het landschapstype geschikt zijn.
Wat betreft de indeling naar plantensoorten wordt Palearctis gewoonlijk samen met het Nearctisch gebied gezien als deel van het florarijk Holarctis.

## WWF-ecoregio's

WWF-ecoregio's
De WWF-ecoregio's van het westelijk Palearctisch gebied
De WWF-ecoregio's van het oostelijk Palearctisch gebied